# تپه پخشه دون
تپه پخشه دون مربوط به دوران پیش از تاریخ ایران باستان تا دوران‌های تاریخی پس از اسلام است و در شهرستان ممسنی، روستای خنیمه واقع شده و این اثر در تاریخ ۱۶ مهر ۱۳۷۹ با شمارهٔ ثبت ۲۷۸۳ به‌عنوان یکی از آثار ملی ایران به ثبت رسیده است.